# 32142 Tristanguillot
32142 Tristanguillot este o planetă minoră (asteroid) din centura de asteroizi. A fost descoperită pe 3 iunie 2000 la Stația Anderson Mesa de Lowell Observatory Near-Earth-Object Search. 
Obiectul prezintă o orbită caracterizată de o semiaxă mare de 2,7183428 UAi, o excentricitate de 0,19, o înclinație de 8,23241 ° în raport cu ecliptica.